# العلاقات الدنماركية النمساوية
العلاقات الدنماركية النمساوية هي العلاقات الثنائية التي تجمع بين الدنمارك والنمسا.

## مقارنة بين البلدين
هذه مقارنة عامة ومرجعية للدولتين:
| وجه المقارنة                                              | الدنمارك                                                     | النمسا                                                    |
| --------------------------------------------------------- | ------------------------------------------------------------ | --------------------------------------------------------- |
| المساحة (كم2)                                             | 42.92 ألف                                                    | 83.86 ألف                                                 |
| عدد السكان (نسمة)                                         | 5.79 مليون                                                   | 8.81 مليون                                                |
| الكثافة السكانية (ن./كم²)                                 | 134.9                                                        | 105.06                                                    |
| العاصمة                                                   | كوبنهاغن                                                     | فيينا                                                     |
| اللغة الرسمية                                             | اللغة الدنماركية                                             | اللغة الألمانية، لغة الإشارة النمساوية ‏                   |
| العملة                                                    | كرونة دنماركية                                               | يورو، شلن نمساوي، رايخ مارك، شلن نمساوي                   |
| الناتج المحلي الإجمالي (بليون دولار)                      | 324.87 مليار                                                 | 416.60 مليار                                              |
| الناتج المحلي الإجمالي (تعادل القوة الشرائية) بليون دولار | 278.61 مليار                                                 | 426.99 مليار                                              |
| الناتج المحلي الإجمالي الاسمي للفرد دولار أمريكي          | 51.99 ألف                                                    | 43.77 ألف                                                 |
| الناتج المحلي الإجمالي للفرد دولار أمريكي                 | 45.54 ألف                                                    | 47.68 ألف                                                 |
| مؤشر التنمية البشرية                                      | 0.900                                                        | 0.885                                                     |
| رمز المكالمات الدولي                                      | +45                                                          | +43                                                       |
| رمز الإنترنت                                              | .dk                                                          | .at                                                       |
| المنطقة الزمنية                                           | توقيت وسط أوروبا، ت ع م+02:00، ت ع م+01:00، أوروبا/كوبنهاجن ‏ | توقيت وسط أوروبا، ت ع م+01:00، ت ع م+02:00، أوروبا/فيينا ‏ |

## مدن متوأمة
في ما يلي قائمة باتفاقيات التوأمة بين مدن دنماركية ونمساوية:
- ترتبط هولستيبرو مع يودنبورغ باتفاقية توأمة.
- ترتبط Aalborg Municipality [الإنجليزية]‏ مع إنسبروك باتفاقية توأمة منذ 1987.[15][16][17][18]
- ترتبط آلبورغ مع إنسبروك باتفاقية توأمة منذ 1963.[19][19][19][19]
- ترتبط Gladsaxe Municipality [الإنجليزية]‏ مع كلاغنفورت باتفاقية توأمة منذ 1969.
- ترتبط Ribe [الإنجليزية]‏ مع كرمس آن در دوناو باتفاقية توأمة.

## منظمات دولية مشتركة
يشترك البلدان في عضوية مجموعة من المنظمات الدولية، منها:
| علم المنظمة | اسم المنظمة                               | تاريخ انضمام الدنمارك | تاريخ انضمام النمسا |
| ----------- | ----------------------------------------- | --------------------- | ------------------- |
|             | وكالة ضمان الاستثمار متعدد الأطراف        | 12 أبريل 1988         | 16 ديسمبر 1997      |
|             | منظمة الشرطة الجنائية الدولية             | ?                     | ?                   |
|             | مجموعة الموردين النوويين                  | ?                     | ?                   |
|             | منظمة حظر الأسلحة الكيميائية              | ?                     | ?                   |
|             | منظمة التجارة العالمية                    | 1995                  | ?                   |
|             | الفريق المعني برصد الأرض                  | ?                     | ?                   |
|             | المرصد الأوروبي الجنوبي                   | 1967                  | 2008                |
|             | الأمم المتحدة                             | 24 أكتوبر 1945        | 14 ديسمبر 1955      |
|             | مركز تنسيق الحركة في أوروبا ‏              | ?                     | ?                   |
|             | المنظمة الأوروبية لسلامة الملاحة الجوية   | 1994                  | 1993                |
|             | مؤسسة التمويل الدولية                     | 20 يوليو 1956         | 28 سبتمبر 1956      |
|             | يونسكو                                    | 4 نوفمبر 1946         | 13 أغسطس 1948       |
|             | مؤسسة التنمية الدولية                     | 30 نوفمبر 1960        | 28 يونيو 1961       |
|             | بنك التنمية الآسيوي                       | 1966                  | 1966                |
|             | الاتحاد الأوروبي                          | 1973                  | 1995                |
|             | منظمة الأمن والتعاون في أوروبا            | 25 يونيو 1973         | 25 يونيو 1973       |
|             | الاتحاد الدولي للاتصالات                  | 1866                  | 1866                |
|             | منظمة التعاون الاقتصادي والتنمية          | ?                     | ?                   |
|             | البنك الإفريقي للتنمية                    | ?                     | ?                   |
|             | مجموعة أستراليا                           | 1985                  | 1989                |
|             | اتحاد المدفوعات الأوروبي ‏                 | ?                     | ?                   |
|             | نظام تحكم تكنولوجيا القذائف               | 1990                  | 1991                |
|             | مجلس أوروبا                               | ?                     | ?                   |
|             | البنك الدولي للإنشاء والتعمير             | 30 نوفمبر 1960        | 27 أغسطس 1948       |
|             | المركز الدولي لتسوية المنازعات الاستشارية | 24 مايو 1968          | 24 يونيو 1971       |
|             | الاتحاد البريدي العالمي                   | ?                     | ?                   |

## وصلات خارجية
- موقع وزارة الخارجية الدنماركية
- موقع وزارة الخارجية النمساوية